# 雲順路駅
座標: 北緯31度14分13.35秒 東経121度36分2.47秒 / 北緯31.2370417度 東経121.6006861度
雲順路駅（うんじゅんろえき）は上海軌道交通14号線の駅で、中華人民共和国上海市浦東新区金橋鎮と金橋経済技術開発区の境界、錦銹東路と金橋路、雲順路の交差点に位置する。
計画時の仮称は「紅楓路」であった。

## 駅構造
島式ホーム1面2線の地下駅で、出口は3箇所ある。

## 駅出口
- 1号出口 - 錦銹東路、金橋路、雲順路
- 3号出口 - 錦銹東路、金科路
- 4号出口 - 錦銹東路、金科路

## 隣の駅
上海軌道交通
 14号線
黄楊路駅 - 雲順路駅 - 浦東足球場駅